# Скшиниця
Скшиниця (пол. Skrzynica) — село в Польщі, у гміні Сквежина Мендзижецького повіту Любуського воєводства.
Населення — 24 особи (2011).
У 1975-1998 роках село належало до Гожовського воєводства.

## Демографія
Демографічна структура станом на 31 березня 2011 року:
|          | Загалом | Допрацездатний вік | Працездатний вік | Постпрацездатний вік |
| -------- | ------- | ------------------ | ---------------- | -------------------- |
| Чоловіки | 14      | 4                  | 8                | 2                    |
| Жінки    | 10      | 4                  | 5                | 1                    |
| Разом    | 24      | 8                  | 13               | 3                    |